# Enseignement agricole au Mali
Pour des articles plus généraux, voir Enseignement agricole et Agriculture au Mali.
Les Centres d’apprentissage agricole sont des établissements d’enseignement publics d’enseignement technique agricole qui ont pour mission d’assurer la formation initiale, le perfectionnement et le recyclage des agents techniques de l’agriculture et du Génie rural et des producteurs ruraux. Ils ont été créés par la loi du 26 septembre 1990. La loi prévoit la création de 5 centres : Trois sont en fonctionnement en  février 2007 (Samé, région de Kayes ; Samanko, région de Koulikoro et M'Pessoba, région de Sikasso. Le centre de Dioro (région de Ségou) doit ouvrir en 2008. Un autre centre doit ouvrir à Kita (région de Kayes).
Après une réforme adoptée en Conseil des ministres le 14 février 2007, - la durée de la formation sera de deux ans après le DEF (Diplôme d’études fondamentales) pour les agents techniques et de quatre ans pour les techniciens.